# Murex ternispina
Murex ternispina är en havslevande snäckart inom släktet Murex beskriven av Jean-Baptiste de Lamarck 1822. Snäckan blir omkring 5-15 cm lång och finns i  indo-västpacifiska områden, som i södra Indien och Filippinerna.

## Utseende
Denna snäcka har ett gediget utseende baserat på sina tre stora taggar. Ofta är minst en av dem oerhört lång. De tre hornen som snäckans namn åsyftar finns (sett från baksidan): på toppen, till vänster samt snett till vänster.